# I Love New York (TV-serie)
I Love New York är en amerikansk dokusåpa från 2007 med Tiffany Pollard (alias "New York" från Flavor of love-serien som gått på TV400) som ska hitta en man bland ett antal singelkillar. Första säsongen har ej visats i svensk TV än så länge.